# Herb Saint Peter
Herb Saint Peter – symbol heraldyczny Saint Peter, jednego z 12 okręgów administracyjnych (zwanych parish-ami) znajdującego się na wyspie Jersey, jednej z Wysp Normandzkich.
Przedstawia na tarczy w polu czerwonym skrzyżowane srebrne klucze.
Herb przyjęty został w 1921 lub 1923 roku.
Przedstawione w herbie dwa skrzyżowane klucze to atrybut świętego Piotra (Ewangelia św. Mateusza, 16,29), patrona kościoła w Saint Peter. 
Wizerunek herbu Saint Peter widnieje na okolicznościowych monetach o nominale jednego funta Jersey.